# 福島県道300号門沢三春線
福島県道300号門沢三春線（ふくしまけんどう300ごう かどさわみはるせん）は、福島県田村市から田村郡三春町に至る一般県道である。旧磐城街道の一部をなす。

## 路線概要
- 起点：田村市船引町門沢字新館
- 終点：田村郡三春町字山中
- 総延長：12.589 km[1]
  - 実延長：7.955 km
- 路線認定年月日：1959年8月31日[2]

### 重用区間
- 福島県道57号郡山大越線（田村市船引町堀越字夏崎～同市船引町芦沢字霜田）
- 国道288号三春バイパス（田村分三春町熊耳字大原田〈大平工業団地南交差点〉～同町小滝〈小滝交差点〉）

### 道路施設
光大寺橋
- 全長：64.8 m
  - 主径間：32.8 m
- 幅員：7.5（10.0） m
- 形式：2径間単純非合成鋼鈑桁橋
- 竣工：1988年度

田村市船引町芦沢字東ノ内、字向田から字光大寺に至り、一級水系阿武隈川水系大滝根川を渡る。旧橋梁が1930年に架けられた老朽橋で、幅員4.6Mと車両のすれ違いが困難な狭隘路線であったことから1983年度より地方道橋梁整備事業として建設された。総工費は3億5000万円。橋上は起点から終点にかけ左にカーブし、上下対向2車線で供用され、上り線側に歩道が設置されている。

## 通過する自治体
- 田村市 - 田村郡三春町

## 接続・交差する道路
- 田村市内
  - 国道349号（船引町門沢字新館〈新舘交差点〉起点）
  - 福島県道57号郡山大越線 大越方面（船引町堀越字夏崎）
  - 福島県道113号常葉芦沢線（船引町芦沢字朴橋）
  - 福島県道57号郡山大越線 郡山方面（船引町芦沢字霜田）
- 三春町内
  - 国道288号三春バイパス 大熊方面（熊耳字大原田〈大平工業団地南交差点〉）
  - 国道288号三春バイパス 郡山方面（小滝〈小滝交差点〉）
  - 福島県道40号飯野三春石川線（山中 終点）

## 沿線
- 田村市立船引南中学校
- 芦沢郵便局
- 田村西部工業団地
  - デンソー福島
- 大平工業団地
- 田村大元神社